# Bürgeler Keramik

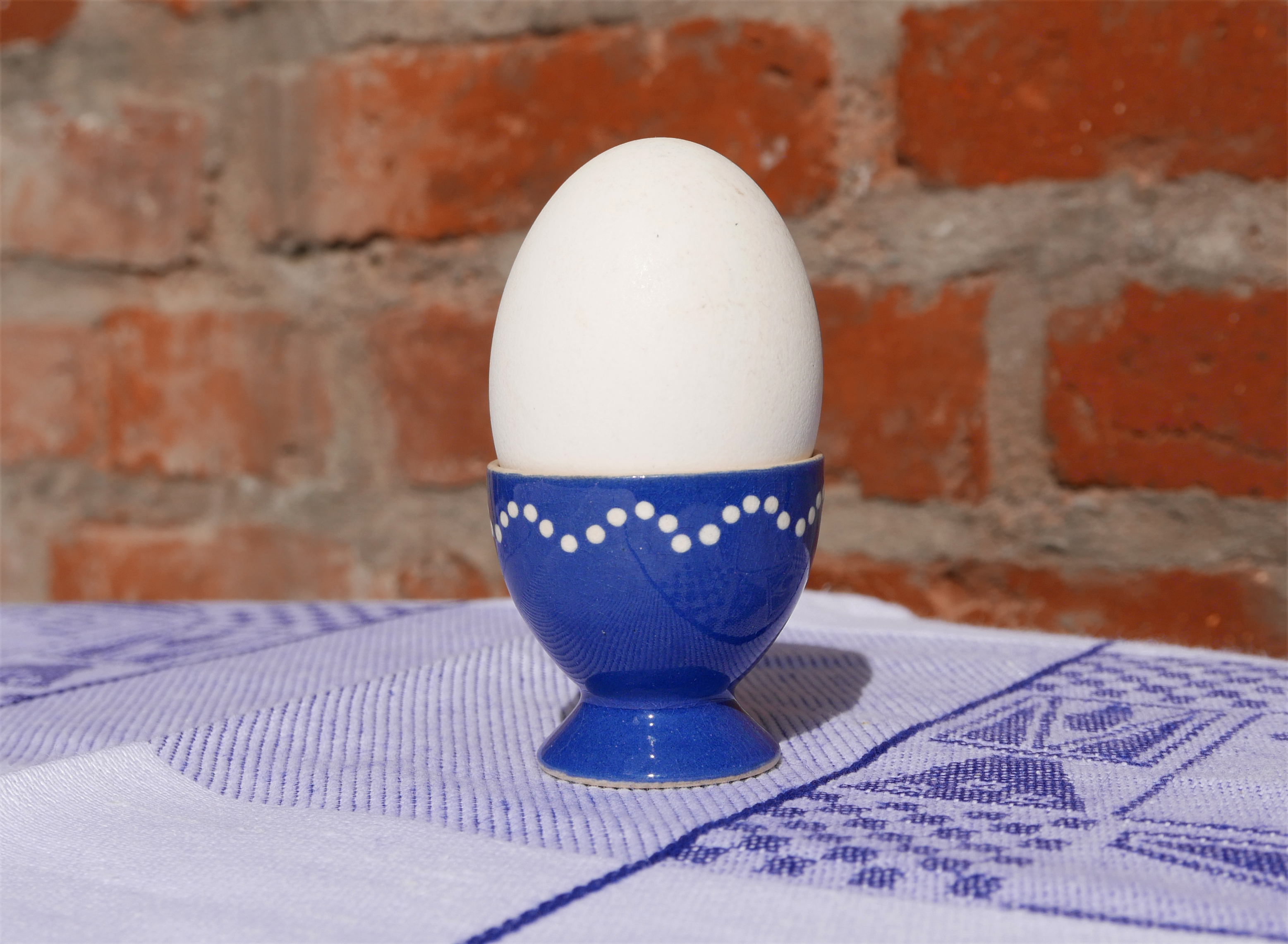
Eierbecher

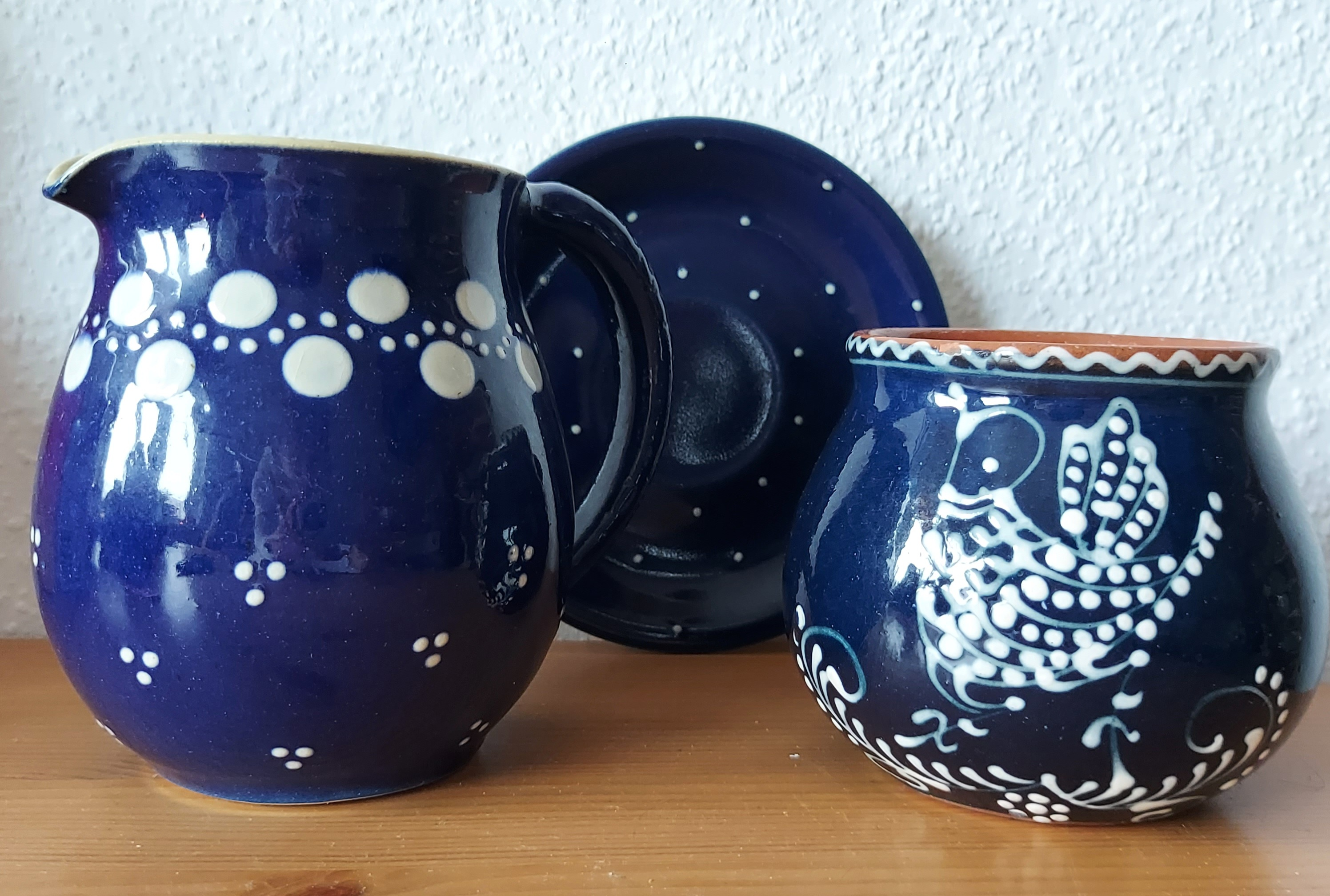
Variationen des klassischen blau-weiß-Motivs um 1980–2000 auf verschiedenen Tonfarben

Bürgeler Keramik ist eine traditionelle Keramik aus Bürgel (Thüringen), meist in charakteristischem Dunkelblau mit weißen Punktmustern. Die Herstellung in Bürgel ist seit 1660 dokumentiert.
Neben klassischem Alltagsgeschirr und Steingut wurden auch Apothekergefäße und Futternäpfe hergestellt. Später entwickelte sich das Sortiment weiter zu Ziergegenständen, die aufwändiger und detailreicher gestaltet wurden.
Im 20. Jahrhundert gab eine vom Großherzog von Sachsen-Weimar-Eisenach beauftragte Zusammenarbeit mit Henry van de Velde den Töpfereien in Bürgel neuen Aufschwung. Es entwickelten sich neue Formen und Farben, und Bürgel wurde zu einem Zentrum der Jugendstil-Keramik und Bauhaus-Keramik. Die Künstlerin Emmy von Egidy schuf in den Bürgeler Werkstätten Jugendstilformen.
An diese Zeit erinnern heute Ausstellungen im Bauhaus-Museum Dornburg.
In der DDR wurde die Keramik zum Exportschlager und wurde zu Staatsempfängen verwendet. Sie galt als Luxus- und Exportgut und war für die Bürger oft schwer erhältlich.
Heute gibt es in Bürgel zehn traditionelle Töpfereien, die dort, überregional und auf dem jährlichen Bürgeler Töpfermarkt Ende Juni ihre Produkte anbieten. Das Keramik-Museum Bürgel präsentiert in wechselnden Ausstellungen die Geschichte der Bürgeler Keramik.